# 何塞·博沃利亚
何塞·路易斯·博沃利亚（西班牙語：José Luis Borbolla，1920年1月31日—2001年2月11日），墨西哥男子足球运动员，司职前锋。他曾代表墨西哥国家队参加1950年国际足联世界杯，结果队伍止步小组赛阶段。